# Coppa del Re 1986-1987
La stagione 1986-1987 è stata l'ottantatreesima edizione della Coppa del Re, coppa nazionale calcistica spagnola. Fu vinta per la seconda volta nella sua storia dalla Real Sociedad.

## Formato
Vi prendono parte 141 squadre, ripartite nel seguente modo:
- Le 18 partecipanti della Primera División
- Le 18 partecipanti della Segunda División
- 20 squadre partecipanti alla Segunda División B[2]
- 85 squadre partecipanti alla Tercera División (le prime sei di ogni girone)

Le squadre partecipanti si affrontano nelle gare ad eliminazione diretta a partire dal primo turno, eccetto per quelle impegnate nelle coppe europee, qualificate automaticamente fino agli ottavi di finale tranne che in caso di precoce eliminazione dalla competizione continentale. In questo caso la squadra è qualificata per il turno successivo alla gara in cui è stata eliminata. Per l'edizione 1986-1987 sono cinque le squadre aventi diritto alla qualificazione automatica:
- Real Madrid (impegnato in Coppa dei Campioni 1986-1987)
- Real Saragozza (impegnato in Coppa delle Coppe 1986-1987)
- Barcellona (impegnato in Coppa UEFA 1986-1987)
- Athletic Bilbao (impegnato in Coppa UEFA 1986-1987)
- Atlético Madrid (impegnato in Coppa UEFA 1986-1987)

## Risultati

### Primo turno
Le gare si disputarono dal 2 al 18 settembre 1986.
- Astorga
- Cartagena FC
- UE Lleida
- Maiorca B
- Olímpic Xàtiva
- Rayo Cantabria
- Roquetas
- Real Valladolid B
- San Sebastián

| Squadra 1           | Risultato         | Squadra 2            |
| ------------------- | ----------------- | -------------------- |
| CD Valdepeñas       | 2 - 3             | RM Aficionados       |
| Leonesa B           | 0 - 2             | Real Burgos          |
| Gandía              | 2 - 0             | Valencia Mestalla    |
| Alondras            | 1 - 2             | Ourense              |
| Durango             | 1 - 1 (3-4 dcr)   | Eibar                |
| Elche Ilicitano     | 1 - 2             | Real Murcia          |
| CF Vivero           | 0 - 4             | Celta Vigo           |
| Conquense           | 1 - 0             | Castilla             |
| Portonovo           | 1 - 1 (?-? dcr)   | Deportivo La Coruña  |
| Coria               | 0 - 2             | Real Betis           |
| Barakaldo           | 2 - 1             | Amorebieta           |
| Burriana            | 0 - 1             | Castellón            |
| L'Hospitalet        | 1 - 4             | Maiorca              |
| Ponferradina        | 0 - 2             | Real Valladolid      |
| Laredo              | 2 - 4             | Racing Santander     |
| Real Avilés         | 0 - 4             | Sporting Gijón       |
| Baskonia            | 1 - 0             | Erandio              |
| Atlético Monzón     | 2 - 1             | Arnedo               |
| Valdemoro           | 2 - 1             | Leganés              |
| Santurtzi           | 1 - 2             | Sestao Sport         |
| Alcoyano            | 4 - 0             | Nules                |
| Salamanca UDS       | 7 - 0             | CD Toreno            |
| Ontinyent           | 2 - 1             | Alzira               |
| Teruel              | 1 - 3             | CD Logroñés          |
| Girona              | 2 - 3             | Barcellona Atlètic   |
| Caudal              | 0 - 1             | Real Oviedo          |
| Córdoba             | 0 - 2             | Siviglia             |
| Manresa             | 6 - 2             | Figueres             |
| Albacete            | 1 - 0             | Elche                |
| Huesca              | 0 - 1             | Osasuna              |
| Alavés              | 1 - 2             | Bilbao Athletic      |
| Mollerussa          | 1 - 2             | Sabadell             |
| Manlleu             | 4 - 4 (3-4 dcr)   | Espanyol             |
| UD Pilas            | 0 - 0 (2-4 dcr)   | Cadice               |
| Maspalomas          | 1 - 4             | Las Palmas           |
| CD Badia            | 2 - 3             | Atlético Baleares    |
| Constància          | 0 - 1             | SD Ibiza             |
| Don Benito          | 3 - 1             | Moralo               |
| Ceuta               | 2 - 2 (11-10 dcr) | Recreativo Huelva    |
| Linense             | 1 - 1 (?-? dcr)   | Xerez                |
| Granada             | 0 - 1             | Malaga               |
| Atlético Madrileño  | 2 - 1             | Rayo Vallecano       |
| Ronda               | 1 - 0             | CP Almería           |
| Sporting Mahonés    | 0 - 2             | Poblense             |
| Villarreal          | 2 - 2 (4-3 dcr)   | Valencia             |
| Eldense             | 2 - 0             | Hércules             |
| San Andrés          | 1 - 4             | Tenerife             |
| Gran Peña           | 0 - 1             | Lugo                 |
| Fabril Deportivo    | 0 - 3             | As Pontes            |
| Mosconia            | 1 - 2             | Langreo              |
| Oberena             | 1 - 2             | Osasuna B            |
| Extremadura         | 2 - 1             | Badajoz              |
| Leonesa             | 2 - 1             | Gimnástica Segoviana |
| Atlético Marbella   | 4 - 1             | Baza                 |
| Sant Andreu         | 2 - 3             | Terrassa             |
| Villarrobledo       | 1 - 1 (?-? dcr)   | Águilas              |
| Bigastro CF         | 1 - 1 (?-? dcr)   | Torrevieja           |
| Atl. Malagueño      | 0 - 0 (?-? dcr)   | Martos               |
| Atlético Sanluqueño | 3 - 0             | Pozoblanco           |
| Utrera              | 1 - 0             | Siviglia Atlético    |
| Lanzarote           | 0 - 1             | Las Palmas Atlético  |
| Tenisca             | 0 - 0 (?-? dcr)   | Mensajero            |
| Cacereño            | 0 - 2             | UD Montijo           |

### Secondo turno
Vi prendono parte le 73 squadre vincitrici delle gare del primo turno. Si qualificano 40 squadre (tra cui le cinque impegnate nelle competizioni europee, tutte quante qualificate automaticamente).
- Atlético Baleares
- Atlético Marbella
- Bilbao Athletic
- Deportivo La Coruña
- UD Montijo
- Langreo
- Linense

| Squadra 1           | Risultato         | Squadra 2          |
| ------------------- | ----------------- | ------------------ |
| Maiorca B           | 3 - 3 (4-3 dcr)   | Poblense           |
| Las Palmas Atlético | 3 - 0             | Mensajero          |
| Extremadura         | 2 - 1             | Don Benito         |
| Manresa             | 0 - 4             | Sabadell           |
| RM Aficionados      | 1 - 0             | Atlético Madrileño |
| As Pontes           | 1 - 3             | Celta Vigo         |
| Osasuna B           | 1 - 2             | CD Logroñés        |
| Eldense             | 1 - 1 (11-10 dcr) | Cartagena FC       |
| Rayo Cantabria      | 0 - 1             | Real Oviedo        |
| Atlético Sanluqueño | 0 - 1             | Cadice             |
| Real Burgos         | 0 - 3             | Real Valladolid    |
| SD Ibiza            | 1 - 4             | Maiorca            |
| Alcoyano            | 3 - 1             | Olímpic Xàtiva     |
| Villarreal          | 0 - 0 (3-0 dcr)   | Gandía             |
| Albacete            | 3 - 2             | Real Murcia        |
| Terrassa            | 2 - 1             | Espanyol           |
| Torrevieja          | 5 - 2             | Águilas            |
| Atl. Malagueño      | 0 - 4             | Roquetas           |
| Eibar               | 2 - 1             | Sestao Sport       |
| Ronda               | 2 - 3             | Malaga             |
| Tenerife            | 1 - 4             | Las Palmas         |
| Utrera              | 0 - 4             | Real Betis         |
| Salamanca UDS       | 3 - 0             | Real Valladolid B  |
| Astorga             | 0 - 3             | Leonesa            |
| Barakaldo           | 2 - 3             | San Sebastián      |
| Ourense             | 1 - 0             | Lugo               |
| UE Lleida           | 2 - 3             | Barcellona Atlètic |
| Ceuta               | 0 - 2             | Siviglia           |
| Sporting Gijón      | 1 - 1 (1-3 dcr)   | Racing Santander   |
| Baskonia            | 0 - 1             | Real Sociedad      |
| Valdemoro           | 2 - 1             | Conquense          |
| Atlético Monzón     | 0 - 6             | Osasuna            |
| Ontinyent           | 0 - 1             | Castellón          |

### Terzo turno
Le gare si sono svolte tra il 21 e il 23 ottobre 1986. Tutte le squadre impegnate nelle coppe europee passano automaticamente il turno.
| Squadra 1           | Risultato       | Squadra 2           |
| ------------------- | --------------- | ------------------- |
| Sabadell            | 0 - 1           | Albacete            |
| Alcoyano            | 3 - 0           | Deportivo La Coruña |
| Atlético Baleares   | 2 - 1           | Barcellona Atlètic  |
| Eibar               | 1 - 0           | Siviglia            |
| Extremadura         | 1 - 4           | CD Logroñés         |
| Langreo             | 4 - 2           | Real Valladolid     |
| Las Palmas Atlético | 1 - 0           | Real Oviedo         |
| Leonesa             | 0 - 1           | Castellón           |
| Linense             | 1 - 1 (?-? dcr) | Eldense             |
| Maiorca B           | 1 - 1 (5-4 dcr) | Malaga              |
| Atlético Marbella   | 0 - 0 (4-2 dcr) | Celta Vigo          |
| UD Montijo          | 0 - 1           | Real Sociedad       |
| Ourense             | 1 - 1 (0-2 dcr) | Osasuna             |
| RM Aficionados      | 1 - 0           | Racing Santander    |
| Cadice              | 3 - 0           | Roquetas            |
| San Sebastián       | 1 - 0           | Bilbao Athletic     |
| Terrassa            | 2 - 3           | Las Palmas          |
| Torrevieja          | 0 - 2           | Maiorca             |
| Valdemoro           | 2 - 3           | Real Betis          |
| Villarreal          | 2 - 0           | Salamanca UDS       |

### Quarto turno
Le gare si sono svolte tra il 5 e il 6 novembre 1986. Assieme alle cinque squadre impegnate alle competizioni europee si qualificano automaticamente:
- Eibar
- Eldense

| Squadra 1           | Risultato       | Squadra 2     |
| ------------------- | --------------- | ------------- |
| Albacete            | 1 - 2           | Osasuna       |
| Alcoyano            | 0 - 0 (8-9 dcr) | Cadice        |
| Atlético Baleares   | 2 - 4           | Maiorca       |
| Langreo             | 2 - 0           | Castellón     |
| Las Palmas Atlético | 0 - 1           | CD Logroñés   |
| Maiorca B           | 3 - 2           | San Sebastián |
| Atlético Marbella   | 0 - 0 (3-4 dcr) | Real Betis    |
| RM Aficionados      | 3 - 1           | Las Palmas    |
| Villarreal          | 0 - 1           | Real Sociedad |

### Ottavi di finale
Le gare si sono svolte tra il 28 e l'11 febbraio 1987.
| Squadra 1       | Totale | Squadra 2      | Andata | Ritorno         |
| --------------- | ------ | -------------- | ------ | --------------- |
| Athletic Bilbao | 5 - 1  | Langreo        | 1 - 0  | 4 - 1           |
| Atlético Madrid | 4 - 1  | RM Aficionados | 1 - 0  | 3 - 1           |
| CD Logroñés     | 3 - 1  | Real Betis     | 0 - 0  | 3 - 1           |
| Real Madrid     | 6 - 1  | Cadice         | 0 - 0  | 6 - 1           |
| Real Sociedad   | 4 - 0  | Eibar          | 2 - 0  | 2 - 0           |
| Osasuna         | 1 - 1  | Barcellona     | 0 - 1  | 1 - 0 (4-5 dcr) |
| Real Saragozza  | 1 - 2  | Maiorca        | 1 - 0  | 0 - 2           |
| Maiorca B       | 3 - 2  | Eldense        | 3 - 1  | 0 - 1           |

### Quarti di finale
Le gare si sono svolte tra il 25 e l'11 marzo 1987. Il risultato della gara di ritorno tra Real Sociedad e Maiorca B rappresenta il quarto di finale con maggior scarto di gol nella storia della competizione
| Squadra 1       | Totale | Squadra 2   | Andata | Ritorno |
| --------------- | ------ | ----------- | ------ | ------- |
| Athletic Bilbao | 2 - 1  | CD Logroñés | 2 - 0  | 0 - 1   |
| Atlético Madrid | 4 - 1  | Maiorca     | 1 - 0  | 3 - 1   |
| Real Madrid     | 6 - 2  | Osasuna     | 2 - 1  | 4 - 1   |
| Real Sociedad   | 10 - 1 | Maiorca B   | 0 - 0  | 10 - 1  |

### Semifinali
Le gare si sono svolte tra il 3 e il 10 giugno 1987.
| Squadra 1     | Totale | Squadra 2       | Andata | Ritorno |
| ------------- | ------ | --------------- | ------ | ------- |
| Real Madrid   | 3 - 4  | Atlético Madrid | 3 - 2  | 0 - 2   |
| Real Sociedad | 1 - 0  | Athletic Bilbao | 0 - 0  | 1 - 0   |

### Finale
| Squadra 1     | Risultato       | Squadra 2       |
| ------------- | --------------- | --------------- |
| Real Sociedad | 2 - 2 (4-2 dcr) | Atlético Madrid |

| Arbitro: | Ramos |

| |                      | |
| López Ufarte 10’ T. Begiristain 21’ | Marcatori            | 25’ Da Silva 74’ Rubio |
| | Tiri di rigore 4 – 2 | |
| · Arconada · Sagarzazu · Gorriz · Dadíe · Gajate · López Rekarte · 86’ Zamora · Larrañaga · 103’ López Ufarte · T. Begiristain · Bakero · A disposizione: · 86’ Mujika · 103’ M. Begiristain | Formazioni           | · Abel Resino · Tomás · Sergio · Ruiz · Quique Ramos · Julio Prieto · Landáburu · Rubio · Marina 64’ · Da Silva · Uralde 85’ · A disposizione: · Julio Salinas 64’ · Quique Setién 85’ |
| Toshack | Allenatori           | Aragonés |